# العامل (فلم)
العامل هو فيلم درامي مصري تم إنتاجه عام 1943، إخراج  أحمد كامل مرسي و بطولة حسين صدقي وفاطمة رشدي وهو أول فيلم ينتجه حسين صدقي، ومع بداية عرضه أمر الملك فاروق وزيره فؤاد سراج الدين بوقف عرضه من دور السينما، وتم عرضه بعد ذلك بعد حذف بضعة مشاهد منه.

## قصة الفيلم
أحمد عامل شاب متحمس يدافع عن حقوق ذويه لدى أصحاب المصانع وشركات الإنتاج، تتضمن رحلته النضالية في هذا المضمار علاقة حب تربطه بجارته هنية التي تؤمن به وبقضيته، يتكبد هذا العامل الكثير من المتاعب والمآزق، كأن يتآمر عليه صاحب المصنع، ويحاول الإيقاع به وتلويث سمعته أمام العمال المؤمنين به والواقفين خلفه عن طريق غانية، إلا أن عفته ونزاهته تحولان دون ذلك. تتبدل الأحوال ويصبح أحمد - الذي نصبته العمال زعيمًا - صاحبًا لعماله وذا نفوذ ولا يتوانى عن مواصلة رسالته ومدافعته عن حقوق العمال، فأقام لهم مؤسسات وشركات لا يجدون فيها إلا الإنصاف وتقدير جهودهم وقد تم ذلك بتحريضه للعمال على الإضراب عن العمل، حتى تتم تلبية مطالبهم ويخضع أصحاب المصانع أخيرًا.

## فريق العمل
إخراج: أحمد كامل مرسي
تأليف:
- حسين صدقي
- محمد عبد الجواد

إنتاج: أفلام مصر الحديثة (حسين صدقي)
بطولة:
- حسين صدقي (أحمد)
- فاطمة رشدي (هنية)
- مديحة يسري
- زكي طليمات
- حسن البارودي
- السيد بدير
- عبد الحميد زكي
- عبد العزيز أحمد
- سعيد أبو بكر

## روابط خارجية
- مقالات تستعمل روابط فنية بلا صلة مع ويكي بيانات